# Mogens Seidelin
 Ikke at forveksle med Mogens Seidelin (jazzmusiker).
Mogens Gunnar Seidelin (12. juli 1913 i Odense – 20. juli 1993 sammesteds) var en dansk læge og personalhistoriker.
Opvokset i Odense, cand. med. i 1940, turnus i Sønderborg og herefter ansat på Nakskov og Svendborg sygehus. Fra 1940-80 praktiserende læge i Odense, de sidste 5 år i kompagniskab med sønnen Jørgen Seidelin.
Interessen for slægtsforskning begyndte i 17 års alderen. I 1935 udgav Mogens S. 2 små hæfter om Slægten Schroll og Slægten Havemann og i perioden 1943-82 udkom det store 5-bindsværk Den Seidelinske slægtsbog. Herefter fulgte de 3 mindre bøger om Slægten Seidelin fra Vejle amt (1984), Slægten Seidelin i Nørrejylland – én gren af præsteslægten Sadolin (1986) og Mindre familier samt enkeltpersoner med efter- eller mellemnavnet Seidelin (1988).
1986 udkom "Det Kongelige Kjøbenhavnske Skydeselskab og Danske Broderskab : fortegnelse over brødrene 1934 til 1984" udarbejdet af Mogens S.
I 1988 udarbejdede Mogens S. navneregister til Holbergtidens Odense redigeret af Finn Grandt Mikkelsen og i 1991 udkom Biskop Hans Mikkelsens dagbøger 1626-41 ved Anne Riising og Mogens Seidelin.
Desuden medforfatter til Menighedsplejen ved diakonisser i Odense 1880-1980 Menighedsplejens hjem 1930-1980.
1972 modtog Mogens S. Carlsbergs Mindelegat for Brygger J.C. Jacobsen og i 1980 modtog han ”Medaljen for en bemærkelsesværdig personalhistorisk indsats” af Samfundet for personalhistorie og genealogi.
Søn af Læge Peter Anton Seidelin (1877-1958) og Karla Schroll (1882-1982).
1942 gift med Eva Moos (1910- 1979).